# Sourze
Sourze är en svensk webbtidning. Den lanserades 2001 baserat på en originalidé av Carl Olof Schlyter.
Vem som helst kan publiceras texter på Sourze inom regler för bland annat upphovsrättsskydd,  förtal och hets mot folkgrupp. 
Från början tog Sourze ut en avgift för att publicera icke-beställt material, enligt egen utsago som ett sätt att få skribenterna att inte skicka in texter alltför lättvindigt. Under 2007 togs emellertid avgiften bort varefter en mindre även av det som skickats in publicerats.

## Pappersutgivning
Sourze har även prövat utgivning av vissa pappersprodukter, exempelvis sex  pocketböcker, varav några distribuerades i upplagor på 100 000 exemplar via SJ och SAS, och som gratistidning i Stockholms tunnelbanesystem. Den sistnämnda utgivningen gjordes senast i december 2008. 

## Ägare
Ägare i Sourze är sedan april 2008 Zitiz AB, som i sin tur ägs till 100 procent av det börsnoterade investmentbolaget Traction AB i vilket Bengt Stillström är grundare och ordförande. Grundaren, Carl Olof Schlyter, är fortfarande operativt ansvarig i bolaget. 